# Smarano
Smarano (Nones: Smaran) ist eine Fraktion der italienischen Gemeinde (comune) Predaia in der Provinz Trient, Region Trentino-Südtirol.

## Etymologie
Der Ortsname leitet sich aus dem Gentilnamen Ismarus ab, der nach Mastrelli Anzilotti vorrömischen Ursprungs ist. Aus dem Landbesitz des Ismarus entstand durch das lateinische Suffix -anum der Ortsname.

## Wappen
Blasonierung: Silbern mit blauem Schräglinksbalken belegt mit einem goldenen Wellenbalken, vorne mit vier Nadelbäumen und hinten mit einer gleich großen Anzahl von Maispflanzen, alles auf naturfarbenem Hintergrund. Das Wappen wurde 1989 als Gemeindewappen eingeführt und als solches bis zur Eingemeindung 2015 genutzt. Es spielt sowohl auf die natürliche Umgebung als auch auf die Kulturlandschaft des Ortes an.

## Geographie
Der Ort liegt etwa 30,5 Kilometer nördlich von Trient auf der orographisch linken Talseite des mittleren Nonstals auf einer Höhe von 985 m s.l.m.

## Geschichte
Smarano wurde erstmals 1114 urkundlich erwähnt. Der Ort dürfte aber bereits in vorrömischer Zeit besiedelt gewesen sein, wie Funde vermuten lassen. Den Römern werden die Reste einer Straße zugeschrieben, die im Keller eines Hauses in Smarano entdeckt wurden. Die Straße verband Vervò mit Sfruz und wurde wahrscheinlich von einer römischen Befestigung bewacht. Fundamentreste eines römischen Turmes wurden bei der Kirche am Hauptplatz von Smarano gefunden. 1982 wurden bei Smarano zwei römische Götterstatuen aus dem 1. Jahrhundert n. Chr. ausgegraben, die im Rätischem Museum in Sanzeno ausgestellt sind.
Die Pieve des Ortes wurde 1280 erstmals erwähnt. Nach einem Brand wurde sie Anfang des 15. Jahrhunderts im gotischen Stil neu errichtet. Nach einem zweiten Brand wurde sie zwischen 1759 und 1762 zum zweiten Mal neu errichtet und musste nach einem dritten Brand 1868 im größeren Umfang restauriert werden.
In der Vergangenheit war Smarano für die Herstellung von handgewebten Leinenstoffen aus Flachs- und Hanffasern bekannt. Bis zur Mitte des 19. Jahrhunderts kamen vor allem Frauen in den Ort, um diese Handwerkskunst zu erlernen. Die Männer des Ortes wanderten dagegen zu einem Teil aus und machten sich als Glasschneider einen Namen.
Im Zuge der 1927 verabschiedeten faschistischen Gemeindereform, auf deren Grundlage Gemeinden mit weniger als 2000 Einwohnern eingemeindet wurden, wurde die Gemeinde Smarano 1929 aufgelöst und Smarano zusammen mit Sfruz und Tavòn der Gemeinde Coredo angeschlossen. Der Zusammenschluss wurde 1952 rückgängig gemacht. Am 1. Januar 2015 wurde die Gemeinde nach einem Referendum erneut aufgelöst und mit Coredo, Taio, Tres und Vervò zur neuen Gemeinde Predaia zusammengeschlossen.
Die 2015 aufgelöste Gemeinde hatte am 31. Dezember 2013 511 Einwohner auf einer Fläche von 6,4 km². Nachbargemeinden waren Coredo, Sfruz und Tres.

## Verkehr
Smarano liegt an der Provinzstraße SP 7, die zwischen Dermulo und Sanzeno von der Strada Statale 43 dir della Val di Non abzweigt.

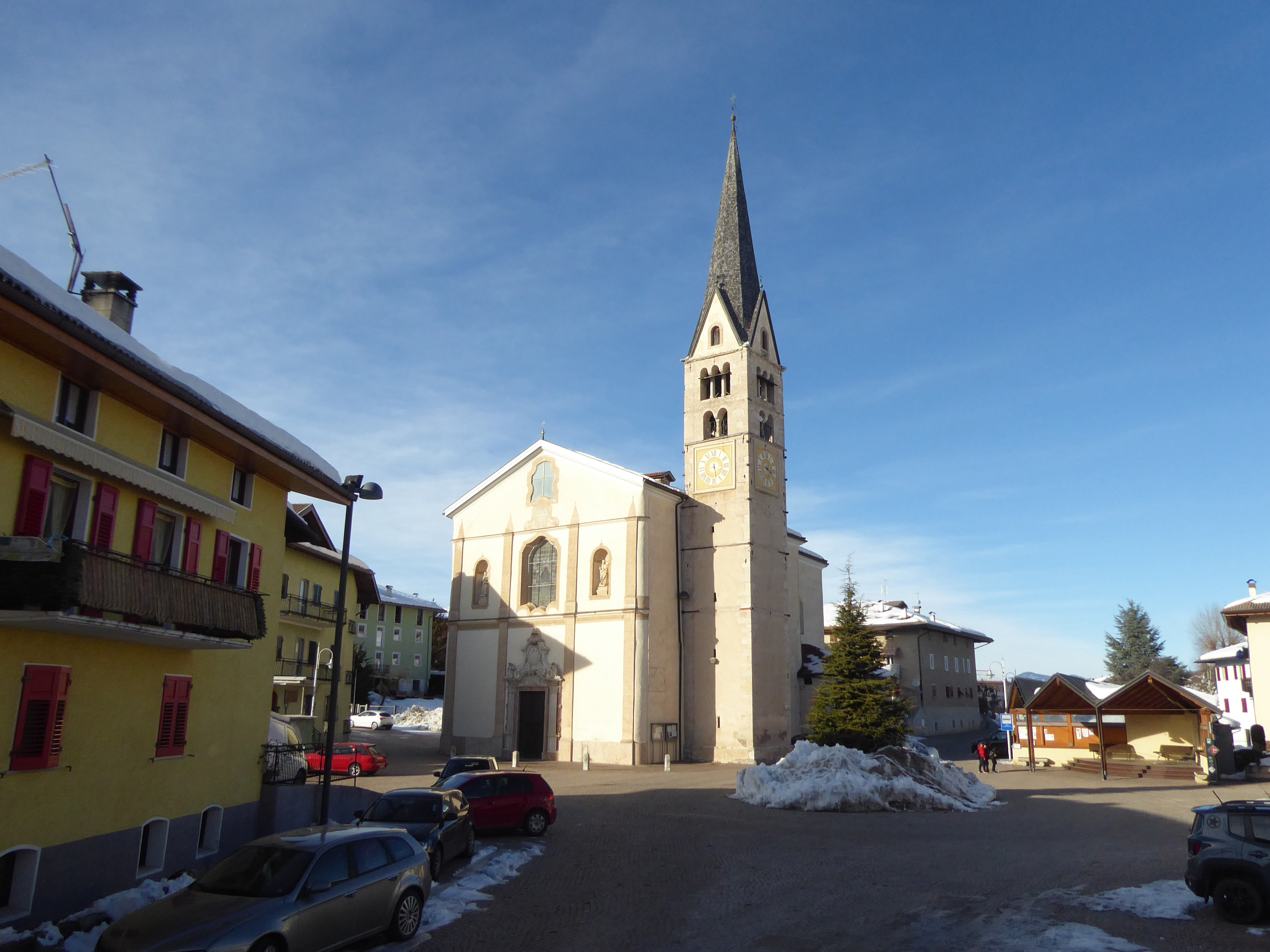
Pfarrkirche Santa Maria Assunta
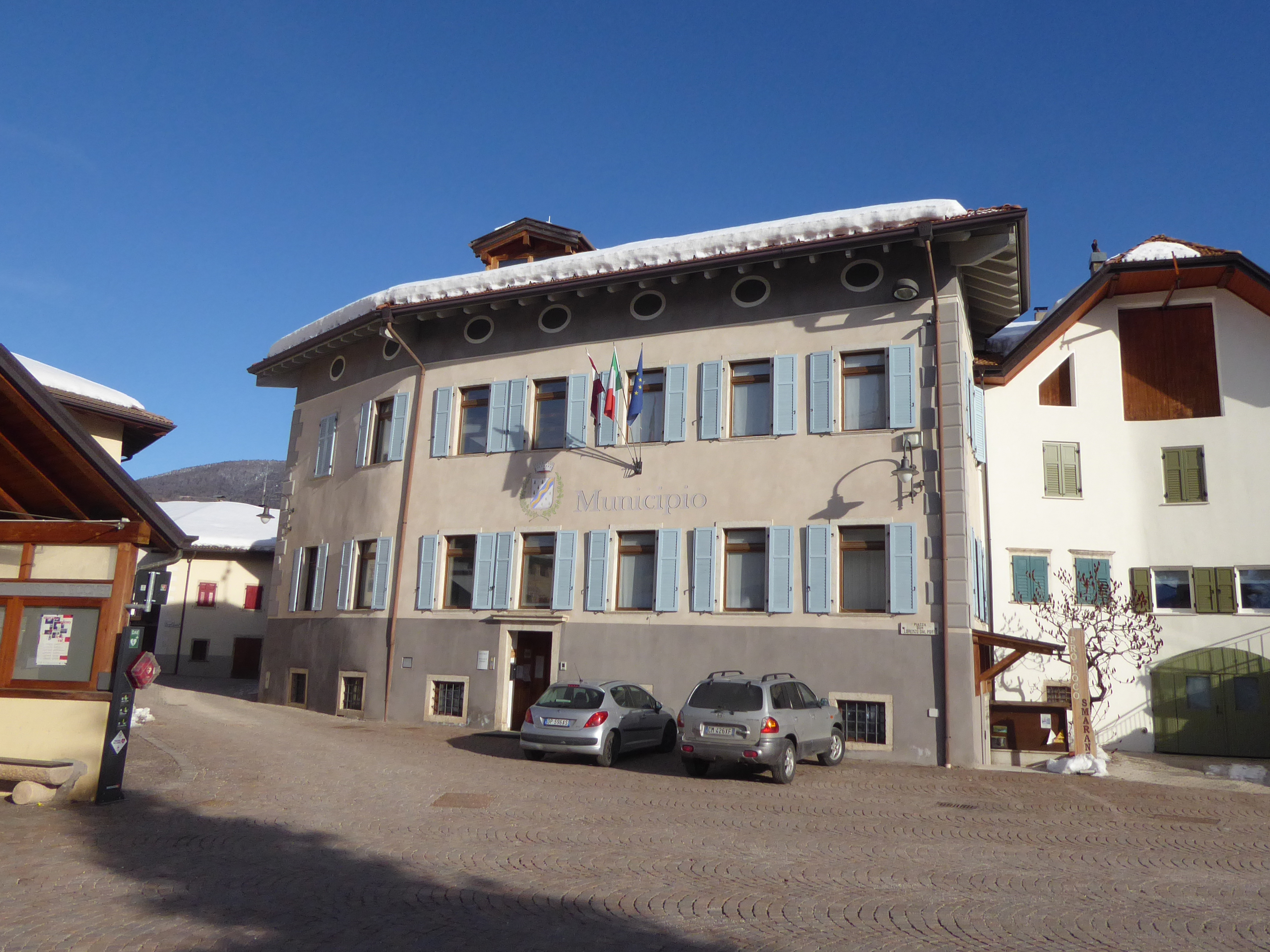
Ehemaliges Rathaus